# Orwell (Ohio)
Orwell é uma vila localizada no estado norte-americano de Ohio, no Condado de Ashtabula.

## Demografia
Segundo o censo norte-americano de 2000, a sua população era de 1519 habitantes.
Em 2006, foi estimada uma população de 1505, um decréscimo de 14 (-0.9%).

## Geografia
De acordo com o United States Census Bureau tem uma área de
4,3 km², dos quais 4,3 km² cobertos por terra e 0,0 km² cobertos por água. Orwell localiza-se a aproximadamente 259 m acima do nível do mar.

## Localidades na vizinhança
O diagrama seguinte representa as localidades num raio de 24 km ao redor de Orwell.